# Drijenjani
Drijenjani (en serbe cyrillique : Дријењани) est un village de Bosnie-Herzégovine. Il est situé sur le territoire de la ville de Trebinje et dans la république serbe de Bosnie. Selon les premiers résultats du recensement bosnien de 2013, il ne compte plus aucun habitant.

## Géographie
Le village est situé sur le Popovo polje, une plaine karstique longue de 35 km, et sur les bords de la Trebišnjica, un cours d'eau qui débouche pour une part dans la mer Adriatique et se jette pour une autre part dans la Neretva.
Il est entouré par les localités suivantes :
|         | Dračevo Žabica (municipalité de Ljubinje) |           |
| Dračevo | Drijenjani                                | Mrkonjići |
|         | Dračevo Sedlari Mrkonjići                 |           |

## Histoire
L'église de la Dormition-de-la-Mère-de-Dieu, qui date des XVe et XVIe siècles est inscrite sur la liste des monuments nationaux de Bosnie-Herzégovine ; elle possède une iconostase dont les icônes évoquent stylistiquement le XVIIIe siècle. Le cimetière abrite 8 stećci, un type particulier de tombes médiévales, ainsi que 14 tombes cruciformes ; cet ensemble est lui aussi classé.

## Démographie

### Évolution historique de la population dans la localité
| 1948 | 1953 | 1961 | 1971 | 1981 | 1991 | 2013 |
| ---- | ---- | ---- | ---- | ---- | ---- | ---- |
| -    | -    | 61   | 46   | 40   | 27   | 0    |

|  |

### Répartition de la population par nationalités (1991)
En 1991, les 27 habitants du village étaient tous serbes.